# Печура, Родион Андреевич
Родион Андреевич Печура (бел. Радзівон Андрэевіч Пячура; род. 24 марта 2004, Минск) — белорусский футболист, атакующий полузащитник клуба «Кубань».

## Карьера
Воспитанник футбольного клуба «Минск». Выступал в юношеских командах клуба. В 2020 году завоевал с клубом серебряную медаль в юношеском первенстве Беларуси до 17 лет. В 2021 году стал выступать в дублирующем составе клуба. За сезон провёл 15 матчей, в которых отличился 2 забитыми голами. К сезону 2022 года готовился с основной командой на межсезонном турнире. Дебютировал за клуб 4 июля 2022 года в матче против могилёвского «Днепра», выйдя на замену на последних минутах. Дебютный гол за клуб забил 19 августа 2022 года в матче против жодинского «Торпедо-БелАЗ». Закрепился в основной команде клуба, где в 18 матчах отличился 2 голами и 3 результативными передачами.
В январе 2023 года футболист вместе с клубом стал готовиться к новому сезону. В феврале 2023 года футболист во время межсезонного спарринга получил серьёзную травму, из-за чего выбыл из распоряжения клуба. Первый матч в сезоне футболист сыграл 17 марта 2023 года против мозырской «Славии», выйдя на поле в стартовом составе и отличившись результативной передачей. Своим первым в сезоне забитым голом футболист отличился 12 ноября 2023 года в матче против бобруйской «Белшины». На протяжении сезона футболист был в клубе одним из ключевых игроков, отличившись забитым голом и 5 результативными передачами. По итогу сезона футболист вместе с клубом завершил чемпионат на итоговом девятом месте.
Новый сезон за клуб футболист начал 3 марта 2024 года с четвертьфинального матча Кубка Беларуси против гродненского «Немана», выйдя на поле в стартовом составе. Первый матч в чемпионате футболист сыграл 16 марта 2024 года против борисовского БАТЭ, выйдя на поле в стартовом составе.

## Международная карьера
В марте 2022 года получил вызов в юношескую сборную Беларуси до 19 лет. В ноябре 2022 года футболист получил вызов в молодёжную сборную Беларуси. Дебютировал за сборную 19 ноября 2022 года в товарищеском матче против Ирана. За юношескую сборную Беларуси до 19 лет дебютировал 28 марта 2023 года в товарищеском матче против России.